# Vladimir Ovchinnikov
Vladimir Olegovich Ovchinnikov (en russe : Владимир Олегович Овчинников ; né le 2 août 1970 à Volgograd) est un athlète soviétique (russe), spécialiste du javelot.

## Biographie
Il est champion du monde juniors en 1988 à Sudbury au Canada, avec un lancer de 77,08 mètres. 

Son record personnel est de 88,00 mètres obtenu à Togliatti le 14 mai 1995. 